# Robert de la Piere
Robert de la Piere (1200 circa – Arras, 1258) è stato un troviero della cosiddetta "scuola" di Arras.
A suo tempo la famiglia borghese di Robert era importante ad Arras, benché il membro più antico sia documentato nel 1212. Robert svolse il ruolo di magistrato nel 1255, come viene attestato da un documento conservato negli archivi municipali. Si trova inoltre la notizia della sua morte nella primavera del 1258, ad Arras. 
Le sue nove chansons e cinque jeux partis si trovano solo in fonti della Francia settentrionale, ed erano probabilmente non estesamente copiate o eseguite, con la sola possibile eccezione di Hé, Amours, je fui nouris, ampiamente conservata, ma allo stesso tempo con un'attribuzione conflittuale: in genere nei manoscritti è assegnata a Gillebert de Berneville. Inoltre, la canzone Joliement doi chanter attribuita a Robert risulta più spesso ascritta a Gillebert. Hé, Amours era la base di due contrafacta: Aucun gent m'out blasmé e Mout sera cil bien mouris, in lode di Maria. Tutte le altre sette chansons, incontestatamente assegnate a Robert, hanno melodie in forma bar con simile Aufgesangen, ma il loro Abgesangen mostra maggiore libertà.

## Componimenti poetici
Chansons
- Cele que j'ain veut que je chant por li
- C'il qui m'ont repris
- Contre le dous tens de mai
- J'ai chante mout liement
- Je chantai de ma doulour
- Je ne cuidai mais chanter
- Par maintes foi ai chanté liement

Jeux partis
- Robert de la Piere, repondés moi (con Jehan Bretel)
- Chopart, uns clers que se veut marier (con Coupart)
- De ce, Robert de la Piere (con Lambert Ferri)
- Grieviler, un jugement (con Jehan de Grieviler)
- Mahieu de Gant, respondés (con Mahieu de Gant)
- Mahieu de Gant, respondés (con Mahieu de Gant)

## Fonti
- Falck, Robert. "Robert de la Piere." Grove Music Online. Oxford Music Online. (url consultato il 20 settembre 2008).